# Juan Manuel Bordeu
Juan Manuel Bordeu va ser un pilot de curses automobilístiques argentí que va arribar a disputar curses de Fórmula 1.
Juan Manuel Bordeu va néixer el 28 de gener del 1934 a Balcarce, Buenos Aires i va morir a causa d'una leucèmia el 24 de novembre del 1990 (als 56 anys) a Buenos Aires.
Fou un protegit de Juan Manuel Fangio però un accident durant una prova va malmetre la seva carrera com a pilot de Fórmula 1. Va córrer fins a la seva retirada el 1973, després de la qual va representar al seu país com a delegat de la FISA.

## A la F1
Va debutar a la quarta cursa de la temporada 1961 del campionat del món de la Fórmula 1, disputant el 2 de juliol del 1961 el GP de França al Circuit de Reims.
Juan Manuel Bordeu va participar en una única prova puntuable pel campionat de la F1, no aconseguint classificar-se per disputar la cursa i no assolint cap punt pel campionat del món de pilots.

## Resultats a la Fórmula 1
| Any  | Equip                    | Xassís            | Motor             | 1   | 2   | 3   | 4       | 5   | 6   | 7   | 8   | Posició | Punts |
| ---- | ------------------------ | ----------------- | ----------------- | --- | --- | --- | ------- | --- | --- | --- | --- | ------- | ----- |
| 1961 | UDT Laystall Racing Team | Lotus Lotus 18/21 | Climax Straight-4 | MON | HOL | BEL | FRA NVQ | GBR | ALE | ITA | USA | NC      | 0     |

### Resum
| Curses: | Victòries: | Pòdiums: | Poles: | Voltes ràpides: | Punts: |
| ------- | ---------- | -------- | ------ | --------------- | ------ |
| 1       | 0          | 0        | 0      | 0               | 0      |